# Université féminine de Nara
L'université féminine de Nara (奈良女子大学, Nara Joshi Daigaku, couramment abrégée en Narajo, 奈良女) est une université nationale japonaise, située à Nara dans la préfecture de Nara. C'est l'une des deux universités nationales du Japon réservée aux femmes, avec l'université pour femmes d'Ochanomizu.

## Composantes
L'université est structurée en facultés de 1er cycle (学部, gakubu), qui ont la charge des étudiants de 1er cycle universitaire, et en faculté de cycles supérieurs (研究科, kenkyūka), qui a la charge des étudiants de 2e et 3e cycle universitaire.

### Facultés de1ercycle
L'université compte 3 facultés de 1er cycle (学部, gakubu).
- Faculté de lettres
- Faculté de science
- Faculté de sciences de la vie humaine de d'environnement

### Facultés de cycles supérieur
L'université compte 1 faculté de cycles supérieurs (研究科, kenkyūka).
- Faculté de sciences humaines et de science

## Campus
L'ancien bâtiment principal, aujourd'hui reconverti en musée et classé comme Bien culturel important.

## Personnalités liées

### Anciens enseignants
- Kiyoshi Oka, Mathématicien

### Anciens étudiants
- Teruko Usui, géographe